# Cardenales de Montería
Cardenales de Montería fue un equipo de béisbol de la Liga Colombiana de Béisbol Profesional, con participación desde la temporada 2004-2005 y con sede en el Estadio Dieciocho de Junio de Montería hasta la temporada 2007-2008 sin poder obtener un título. 
Con un total de cuatro temporadas en la Liga Colombiana, obtuvo un total de 181 juegos disputados de los cuales ganó 80 y perdió 101 con un puntaje de 0,442 de por vida, en su primera temporada significó el regreso del béisbol a la ciudad de Montería desde 1999 cuando Vaqueros de Montería participó en aquella edición, los monterianos finalizaron 4° en la temporada regular. En su segunda participación en 2005-2006 teniendo como mánager al estadounidense Brent Bowers y como figura a Reinaldo Rodríguez logró acceder al Pre-Play Off como 3° siendo eliminados por Caimanes de Barranquilla 3-2 en 5 juegos. Durante la tercera temporada volvería ocupar el último lugar en la temporada regular luego de caer 8-4 ante Caimanes de Barranquilla a 3 días de finalizar la fase y finalmente se despediría del béisbol profesional en la temporada 2007-2008 clasificando al Round Robin como 2° en una fase regular que inició derrotando a Caimanes 8-1 pero quedando eliminado en esta fase frente a Caimanes e Indios.

## Jugador destacados
- Anthony Seratelli elegido jugador más valioso temporada 2007-2008 por sus 74 hits en 193 turnos oficiales, con un promedio de .380[5]
- Carlos Duncan elegido jugador más valioso temporada 2006-2007 por sus 11 jonrones, 66 hits, 46 carreras impuladas, 44 anotadas, y 11 robos de base.
- Ryan Flanagan jugador con mejor efectividad (ERA) en 2007-2008 con 2,83.

## Participaciones
- temporada 2004-2005: 4°
- temporada 2005-2006: 3°
- temporada 2006-2007: 4°
- temporada 2007-2008: 3°

| Equipo                 | JG | JP  | JJ  | Temp. | Puntaje |
| ---------------------- | -- | --- | --- | ----- | ------- |
| Cardenales de Montería | 80 | 101 | 181 | 4     | 0.442   |